# Lights & Motion
Lights & Motion är ett svenskt musikprojekt, startat 2012 i Göteborg av Christoffer Franzén. Projektet kom till efter en lång period av sömnlöshet, då Christoffer valde att spendera sina nätter ensam i en studio i Göteborg. Musiken har beskrivits som filmisk i sättet den målar upp en stor ljudbild, och kännetecknas av återkommande inslag av crescendon. Bandet faller inom den breda genre-beskrivningen postrock.
Bandet har hittills släppt 4 fullängds skivor, Reanimation, Save Your Heart, Chronicle och Dear Avalanche, samt två mini-album, alla på det amerikanska oberoende skivbolaget Deep Elm Records, och båda under 2013. All musik är skriven av Christoffer Franzén, som även spelar alla instrument och producerar. Musik från Lights & Motion har hörts i många stora sammanhang inom film och TV, bland annat av Google, Oscarsgalan, flera Hollywood-filmtrailers, NBC och MTV.
Lights & Motion blev i december 2013 framröstade till "Best New Artist of 2013" i den prestigefulla årliga omröstningen genomförd av den stora officiella postrock Facebook sidan, där 103 band var nominerade och över 11.000 röster registrerades.

## Diskografi
- 2013 - Reanimation
  - Datum: 5 januari 2013
  - Skivbolag: Deep Elm

- 2013 - Save Your Heart
  - Datum: 12 november 2013
  - Skivbolag: Deep Elm

- 2015 - Chronicle
  - Datum: 12 november 2015
  - Skivbolag: Deep Elm

- 2017 - Dear Avalanche
  - Datum: 20 januari 2017
  - Skivbolag: Deep Elm

- 2018 - Bloom
  - Datum: 2 Februari  2018
  - Skivbolag: Deep Elm

- 2018 - While We Dream
  - Datum: 26 Oktober  2018
  - Skivbolag: Deep Elm

## Influenser och musikstil
Lights & Motions musik har en tydligt filmisk karaktär i sitt sätt användande av piano, skimrande gitarrer, stråkar och stora produktioner. Tidiga influenser för bandet var brittiska Coldplay, Isländska Sigur Rós och U2.
Bandets debutalbum "Reanimation" var fyllt av stora gitarrer som tog upp mycket plats i ljudbilden, medan uppföljaren "Save Your Heart" vände sig till piano och luftiga synthar för att föra låtarna framåt.

## Trivia
- Den första trailern för filmen Lone Survivor använder "Aerials" som intro-musik.
- Filmen Homefront använder låten "Faded Fluorescence"' i sina två första trailers.[10]
- Filmen Transcendence med Johnny Depp och Morgan Freeman använder "We Are Ghosts" i sin första trailer.[11]
- Google använde låten "The March" i sin reklam för Oscarsgalan som sändes på tv över hela världen (2013).
- Amerikanska NBC använde låten "Home" i sina promos för TV-Serien The New Normal.[12]
- 2015 använde även Furious 7 "Faded Fluorescence" i sin första trailer och kampanjer. Under sin tidpunkt nådde den ut till över en billion världen ōver vilket gjorde den till världens mest snabba spridda film i filmens historia.
- Christoffer Franzén - Gitarr, slagverk, trummor, Percussion, Akustisk Gitarr, Piano, Synthesizer, Sång, Klockspel, Elbas, Orkestrering, Produktion